# Cabildo Insular de Gran Canaria
El Cabildo Insular de Gran Canaria es el órgano de gobierno de dicha isla española. Como todos los cabildos, se creó conforme a la Ley de Cabildos de 1912. Es una forma gubernativa y administrativa propia de las islas Canarias, que además de las funciones de gobierno insular presta servicios y ejerce competencias propias de la comunidad autónoma canaria.
Desde junio de 2015, el Cabildo de Gran Canaria está presidido por Antonio Morales Méndez, perteneciente al partido político Nueva Canarias.

## Orígenes
El Cabildo Insular se crea con la Ley de 11 de julio de 1912, de Cabildos.

## Sedes

### Casa Palacio
El edificio que actualmente alberga la sede del Cabildo Insular de Gran Canaria está situado en la calle Bravo Murillo de la ciudad de Las Palmas de Gran Canaria. La Casa Palacio es una edificación de estilo racionalista proyectada por Miguel Martín Fernández de la Torre. Se trata del inmueble más representativo de Miguel Martín en las islas, de corte arquitectónico centroeuropeo con una clara influencia del suizo Le Corbusier. En la actualidad se encuentra en proceso de ampliación.
Las primeras dependencias del Cabildo de Gran Canaria estuvieron situadas en una oficina prestada por el Ayuntamiento de Las Palmas de Gran Canaria hasta que, en 1918, la Corporación insular alquiló, por 300 pesetas al mes -algo menos de dos euros-, un local ubicado en la calle Espíritu Santo.
Después de ocupar el excolegio de La Soledad, en la calle Canalejas, y otras instalaciones en Luis Millares -en el año 1934-, el Cabildo grancanario instaló sus oficinas en la calle Juan de Quesada, en el edificio que se construyó para albergar el Instituto de Segunda Enseñanza y que posteriormente cedió al Ejército para el Hospital Militar y hoy acoge el Rectorado de la Universidad de Las Palmas de Gran Canaria.
A partir de ese momento, el Cabildo arrendó el inmueble de Triana 46, donde permaneció hasta la instalación definitiva en la calle Bravo Murillo, en 1941. El solar costó 188&nbsp;744 pesetas -unos 1100 euros- y el proyecto fue elaborado por Miguel Martín Fernández de la Torre en 1932, aunque debieron de pasar cinco años hasta que se colocó la primera piedra. 
Reforma y ampliación
En el año 2005 se iniciaron los trabajos de restauración y ampliación de la Casa Palacio Insular, según un proyecto redactado en 1994 por el arquitecto español Alejandro de la Sota Martínez. Para ello hubo que desalojar el edificio y otras dependencias ubicadas en otros inmuebles de la misma manzana afectada por las obras de ampliación, que fueron trasladados a otros inmuebles próximos propiedad de la Corporación, especialmente al edificio de servicios múltiples "Insular I" adquirido unos años antes.
El proyecto de Alejandro de la Sota Martínez sigue el estilo racionalista que imprimió Férnandez de la Torre a la actual Casa Palacio. Se contempla la ampliación del inmueble actual hacia el sur, ocupando la mitad superior de la manzana con la construcción de dos nuevos edificios de siete plantas que se levantarán sobre un aparcamiento subterráneo de tres plantas con capacidad para 300 plazas.
De los dos nuevos edificios, que se adosarán a la Casa Palacio, el primero, que tendrá fachada a la calle Bravo Murillo, será destinado a acoger eventos culturales y protocolarios. Al segundo, por su parte, con fachadas a las calles Pérez Galdós y Buenos Aires, se le dará uso administrativo. 

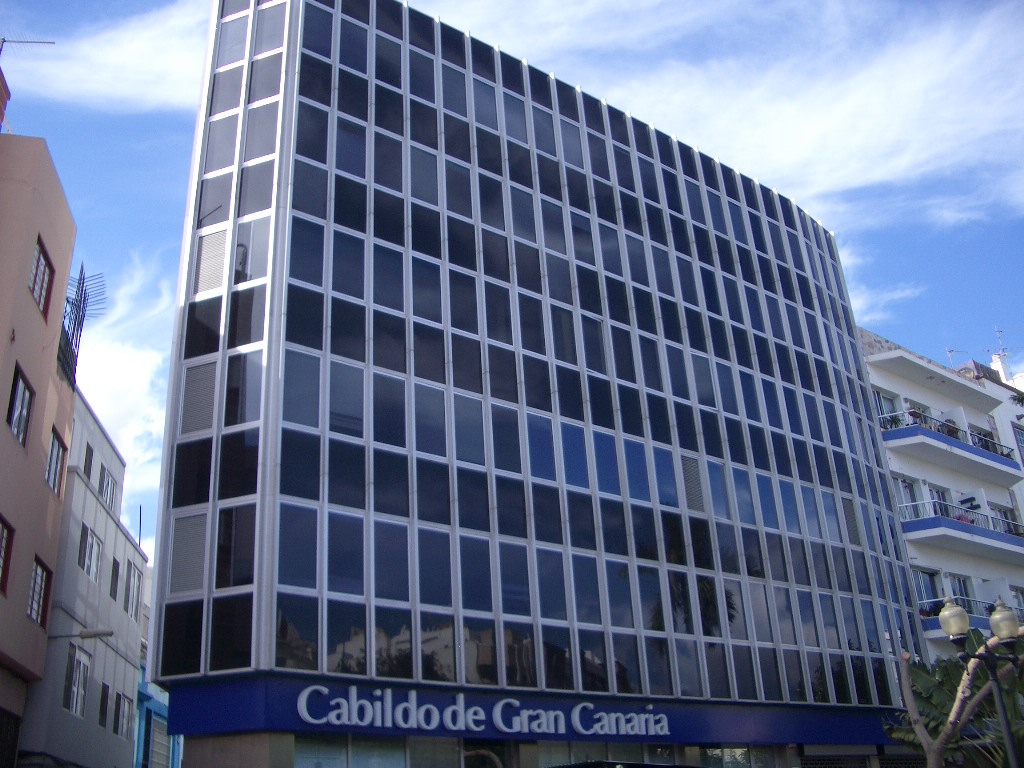
Edificio Cristal, en Las Palmas de Gran Canaria.

Una actualización posterior del proyecto original, dispuso la construcción de tres plantas, en lugar de las dos previstas inicialmente, bajo la plaza central que se prevé construir con salida hacia la calle Buenos Aires.

### Edificio Cristal
Situado en el número 3 del Paseo de Tomás Morales. Acoge los servicios de Obras Públicas, Informática, Política Social y el Instituto de Atención Sociosanitaria (IASS).

### Edificio Insular I
Inmueble de oficinas que la corporación adquirió , bajo el mandato de María Eugenia Márquez Rodríguez, como alternativa al proyecto de ampliación y reforma de la Casa Palacio que en aquel momento se había optado por no acometer, y que debía servir para alojar los distintos servicios administrativos que estaban dispersos por distintos puntos de la ciudad y para los que no tenían acomodo en el recinto de la Casa Palacio. Con el cambio de corporación ocurrido en el año 2003, se volvió a retomar el proyecto de De la Sota y finalmente se decidió el traslado de los servicios de la Casa Palacio a este nuevo edificio y la creación de una oficina central de Atención e Información al Ciudadano, ubicada en su planta baja.

### Edificio de Triana 93
Se trata de una edificación histórica y característica del viario de la ciudad que hasta hace algunos años era la sede principal del desaparecido Banco Central. Se está culminando un proceso de reforma y restauración para destinarlo a oficinas de la Presidencia

### Otras instalaciones
Además de la anteriores el Cabildo dispone de otras sedes que acogen a diferentes servicios:
- Edificios de Bravo Murillo 25 y Bravo Murillo 29-31
- Edificio de Patrimonio Histórico (C/ Bravo Murillo 33)
- Librería del Cabildo y Servicio de Cultura (C/ Cano 24)
- Edificio Humiaga (Avda. Primero de Mayo 39)
- Espacio Joven 14<30 (Plaza de la Constitución s/n, antiguas Biblioteca Pública del Estado)
- Granja Agrícola Experimental (en Cardones, Arucas)

## Bandera y escudo
|  |  |

El escudo del Cabildo de Gran Canaria medio partido y cortado. En el cuartel superior izquierdo, según se ve el escudo, sobre campo de gules, un castillo en color oro, almenado y donjonado de tres torres, mazonado de sable y aclarado de azur. En el cuartel superior derecho del escudo, en campo de plata, un león rampante de gules, coronado, lampasado y armado de oro. En la mitad inferior, en el tercer cuartel de escudo, una palma de su color, acamada en una roca moviente del jefe, de su color, y acostada de dos lebreles rampantes, afrontados y movientes, de su color. Bordura de gules, con diez espadas de plata, puestas de dos en dos, a modo de aspas. Al timbre, corona real cerrada.
La bandera que utiliza el Cabildo es la propia de la isla y que representan los colores amarillo y azul sobre dos triángulos rectángulos dispuestos en diagonal, quedando el de color amarillo hacia el asta y el azul hacia batiente. Tiene una proporción de 2 x 3, es decir, una vez y media más larga que ancha, y en su centro lleva el escudo de armas.
Por su parte, la patrona del Cabildo Insular de Gran Canaria es la Virgen de la Soledad de la Portería que se venera en la Iglesia de San Francisco de Asís de Las Palmas de Gran Canaria.

## Presidentes del Cabildo Insular de Gran Canaria

### Lista de presidentes durante elFranquismo
| Presidente             | Inicio del mandato | Fin del mandato |
| Antonio Limiñana López | 1937               | 1945            |
| Matías Vega Guerra     | 1945               | 1960            |
| Federico Díaz Bertrana | 1960               | 1970            |
| Juan Pulido Castro     | 1970               | 1974            |

### Lista de presidentes durante laTransición
| Presidente            | Inicio del mandato | Fin del mandato |
| Lorenzo Olarte Cullén | 1974               | 1979            |

### Lista de presidentes desde las elecciones democráticas de 1979
| Presidente                      | Inicio del mandato | Fin del mandato         | Partido | Partido                                  |
| Fernando Giménez Navarro        | 1979               | 1982                    |         | Unión de Centro Democrático (UCD)        |
| Juan Andrés Melián García       | 1982               | 1983                    |         | Unión de Centro Democrático (UCD)        |
| Carmelo Artiles Bolaños         | 1983               | 1991                    |         | Partido Socialista Obrero Español (PSOE) |
| Pedro Lezcano Montalvo          | 1991               | 1995                    |         | Iniciativa Canaria Nacionalista (ICAN)   |
| José Macías Santana             | 1995               | 1999                    |         | Partido Popular (PP)                     |
| María Eugenia Márquez Rodríguez | 1999               | 2003                    |         | Partido Popular (PP)                     |
| José Manuel Soria López         | 2003               | 2007                    |         | Partido Popular (PP)                     |
| José Miguel Pérez García        | 2007               | 2011                    |         | Partido Socialista Obrero Español (PSOE) |
| José Miguel Bravo de Laguna     | 2011               | 2015                    |         | Partido Popular (PP)                     |
| Antonio Morales Méndez          | 2015               | Actualmente en el cargo |         | Nueva Canarias (NC)                      |

- Puede consultarse esta lista de presidentes del Cabildo de Gran Canaria desde la primera constitución del Cabildo Insular, el 17 de marzo de 1913, hasta la actualidad.

## Elecciones
Se han celebrado varias convocatorias electorales para elegir la composición del Cabildo. En las siguientes tablas se muestran los resultados electorales de las formaciones políticas que obtuvieron representación en alguna convocatoria, así como el número de consejeros que cada una de ellas obtuvo. La primera tabla se corresponden a las elecciones que dieron lugar a la constitución de cabildos desde 1987 hasta 2011, antes de la entrada en vigor de la Ley de Cabildos de 2015; la segunda, a los cabildos constituidos con dicha ley en vigor.
| Candidaturas                                               | Datos                     | Convocatoria electoral           | Convocatoria electoral           | Convocatoria electoral           | Convocatoria electoral                         | Convocatoria electoral                         | Convocatoria electoral           | Convocatoria electoral           |
| Candidaturas                                               | Datos                     | 2011                             | 2007                             | 2003                             | 1999                                           | 1995                                           | 1991                             | 1987                             |
| ---------------------------------------------------------- | ------------------------- | -------------------------------- | -------------------------------- | -------------------------------- | ---------------------------------------------- | ---------------------------------------------- | -------------------------------- | -------------------------------- |
| Nueva Canarias (NCa)                                       | N.º de votos              | 57 925                           | 51 906                           | No concurre en estas elecciones. | No concurre en estas elecciones.               | No concurre en estas elecciones.               | No concurre en estas elecciones. | No concurre en estas elecciones. |
| Nueva Canarias (NCa)                                       | % de votos a candidaturas | 15,80 %                          | 13,45 %                          | No concurre en estas elecciones. | No concurre en estas elecciones.               | No concurre en estas elecciones.               | No concurre en estas elecciones. | No concurre en estas elecciones. |
| Nueva Canarias (NCa)                                       | Consejeros                | 5/29                             | 4/29                             | No concurre en estas elecciones. | No concurre en estas elecciones.               | No concurre en estas elecciones.               | No concurre en estas elecciones. | No concurre en estas elecciones. |
| Partido Socialista Obrero Español (PSOE)                   | N.º de votos              | 78 348                           | 132 767                          | 85 878                           | 60 688                                         | 66 992                                         | 111 829                          | 80 175                           |
| Partido Socialista Obrero Español (PSOE)                   | % de votos a candidaturas | 21,37 %                          | 34,39 %                          | 21,37 %                          | 16,70 %                                        | 6,00 %                                         | 35,76 %                          | 27,56 %                          |
| Partido Socialista Obrero Español (PSOE)                   | Consejeros                | 7/29                             | 12/29                            | 7/29                             | 5/29                                           | 6/29                                           | 12/29                            | 9/27                             |
| Partido Popular (PP)                                       | N.º de votos              | 146 498                          | 136 502                          | 195 716                          | 154 378                                        | 143 987                                        | 58 206                           | 48 757                           |
| Partido Popular (PP)                                       | % de votos a candidaturas | 39,95 %                          | 35,36 %                          | 48,70 %                          | 42,48 %                                        | 40,25 %                                        | 18,61 %                          | 16,76 %                          |
| Partido Popular (PP)                                       | Consejeros                | 14/29                            | 12/29                            | 15/29                            | 14/29                                          | 14/29                                          | 6/29                             | 5/27                             |
| Coalición Canaria (CCa)                                    | N.º de votos              | 34 912                           | 20 234                           | 89 318                           | 110 466                                        | 99 017                                         | No concurre en estas elecciones. | No concurre en estas elecciones. |
| Coalición Canaria (CCa)                                    | % de votos a candidaturas | 9,52 %                           | 5,24 %                           | 22,23 %                          | 30,40 %                                        | 27,68 %                                        | No concurre en estas elecciones. | No concurre en estas elecciones. |
| Coalición Canaria (CCa)                                    | Consejeros                | 3/29                             | 1/29                             | 7/29                             | 10/29                                          | 9/29                                           | No concurre en estas elecciones. | No concurre en estas elecciones. |
| Centro Democrático y Social (CDS)                          | N.º de votos              | No concurre en estas elecciones. | No concurre en estas elecciones. | No concurre en estas elecciones. | No obtiene representación en estas elecciones. | No obtiene representación en estas elecciones. | 59 228                           | 66 743                           |
| Centro Democrático y Social (CDS)                          | % de votos a candidaturas | No concurre en estas elecciones. | No concurre en estas elecciones. | No concurre en estas elecciones. | No obtiene representación en estas elecciones. | No obtiene representación en estas elecciones. | 18,94 %                          | 22,94 %                          |
| Centro Democrático y Social (CDS)                          | Consejeros                | No concurre en estas elecciones. | No concurre en estas elecciones. | No concurre en estas elecciones. | No obtiene representación en estas elecciones. | No obtiene representación en estas elecciones. | 6/29                             | 7/27                             |
| Iniciativa Canaria Nacionalista                            | N.º de votos              | No concurre en estas elecciones. | No concurre en estas elecciones. | No concurre en estas elecciones. | No concurre en estas elecciones.               | No concurre en estas elecciones.               | 54 892                           | No concurre en estas elecciones. |
| Iniciativa Canaria Nacionalista                            | % de votos a candidaturas | No concurre en estas elecciones. | No concurre en estas elecciones. | No concurre en estas elecciones. | No concurre en estas elecciones.               | No concurre en estas elecciones.               | 17,55 %                          | No concurre en estas elecciones. |
| Iniciativa Canaria Nacionalista                            | Consejeros                | No concurre en estas elecciones. | No concurre en estas elecciones. | No concurre en estas elecciones. | No concurre en estas elecciones.               | No concurre en estas elecciones.               | 5/29                             | No concurre en estas elecciones. |
| Asamblea Canaria - Izquierda Nacionalista Canaria (AC-INC) | N.º de votos              | No concurre en estas elecciones. | No concurre en estas elecciones. | No concurre en estas elecciones. | No concurre en estas elecciones.               | No concurre en estas elecciones.               | No concurre en estas elecciones. | 28 499                           |
| Asamblea Canaria - Izquierda Nacionalista Canaria (AC-INC) | % de votos a candidaturas | No concurre en estas elecciones. | No concurre en estas elecciones. | No concurre en estas elecciones. | No concurre en estas elecciones.               | No concurre en estas elecciones.               | No concurre en estas elecciones. | 9,80 %                           |
| Asamblea Canaria - Izquierda Nacionalista Canaria (AC-INC) | Consejeros                | No concurre en estas elecciones. | No concurre en estas elecciones. | No concurre en estas elecciones. | No concurre en estas elecciones.               | No concurre en estas elecciones.               | No concurre en estas elecciones. | 3/27                             |
| Izquierda Canaria Unida (ICU)                              | N.º de votos              | No concurre en estas elecciones. | No concurre en estas elecciones. | No concurre en estas elecciones. | No concurre en estas elecciones.               | No concurre en estas elecciones.               | No concurre en estas elecciones. | 25 081                           |
| Izquierda Canaria Unida (ICU)                              | % de votos a candidaturas | No concurre en estas elecciones. | No concurre en estas elecciones. | No concurre en estas elecciones. | No concurre en estas elecciones.               | No concurre en estas elecciones.               | No concurre en estas elecciones. | 8,62 %                           |
| Izquierda Canaria Unida (ICU)                              | Consejeros                | No concurre en estas elecciones. | No concurre en estas elecciones. | No concurre en estas elecciones. | No concurre en estas elecciones.               | No concurre en estas elecciones.               | No concurre en estas elecciones. | 2/27                             |
| Unión Canaria del Centro                                   | N.º de votos              | No concurre en estas elecciones. | No concurre en estas elecciones. | No concurre en estas elecciones. | No concurre en estas elecciones.               | No concurre en estas elecciones.               | No concurre en estas elecciones. | 16 493                           |
| Unión Canaria del Centro                                   | % de votos a candidaturas | No concurre en estas elecciones. | No concurre en estas elecciones. | No concurre en estas elecciones. | No concurre en estas elecciones.               | No concurre en estas elecciones.               | No concurre en estas elecciones. | 5,67 %                           |
| Unión Canaria del Centro                                   | Consejeros                | No concurre en estas elecciones. | No concurre en estas elecciones. | No concurre en estas elecciones. | No concurre en estas elecciones.               | No concurre en estas elecciones.               | No concurre en estas elecciones. | 1/27                             |

| Candidaturas                             | Datos                     | Convocatoria electoral                         | Convocatoria electoral                                       | Convocatoria electoral                                       |
| Candidaturas                             | Datos                     | 2023                                           | 2019                                                         | 2015                                                         |
| ---------------------------------------- | ------------------------- | ---------------------------------------------- | ------------------------------------------------------------ | ------------------------------------------------------------ |
| Nueva Canarias (NCa)                     | N.º de votos              | 90 281                                         | 94 576                                                       | 103 759                                                      |
| Nueva Canarias (NCa)                     | % de votos a candidaturas | 24,44 %                                        | 26,00 %                                                      | 26,85 %                                                      |
| Nueva Canarias (NCa)                     | Consejeros                | 8/29                                           | 8/29                                                         | 9/29                                                         |
| Partido Socialista Obrero Español (PSOE) | N.º de votos              | 80 656                                         | 90 133                                                       | 57 015                                                       |
| Partido Socialista Obrero Español (PSOE) | % de votos a candidaturas | 21,83 %                                        | 24,78 %                                                      | 14,75 %                                                      |
| Partido Socialista Obrero Español (PSOE) | Consejeros                | 8/29                                           | 8/29                                                         | 5/29                                                         |
| Partido Popular (PP)                     | N.º de votos              | 75 510                                         | 65 490                                                       | 68 714                                                       |
| Partido Popular (PP)                     | % de votos a candidaturas | 20,44 %                                        | 18,01 %                                                      | 17,78 %                                                      |
| Partido Popular (PP)                     | Consejeros                | 7/29                                           | 6/29                                                         | 6/29                                                         |
| Coalición Canaria (CCa)                  | N.º de votos              | 33 262                                         | 39 243                                                       | 21 807                                                       |
| Coalición Canaria (CCa)                  | % de votos a candidaturas | 9,00 %                                         | 10,79 %                                                      | 5,64 %                                                       |
| Coalición Canaria (CCa)                  | Consejeros                | 3/29                                           | 3/29                                                         | 1/29                                                         |
| Podemos-Equo-Sí se puede                 | N.º de votos              | No obtiene representación en estas elecciones. | 26 415                                                       | 52 496                                                       |
| Podemos-Equo-Sí se puede                 | % de votos a candidaturas | No obtiene representación en estas elecciones. | 7,26 %                                                       | 13,58 %                                                      |
| Podemos-Equo-Sí se puede                 | Consejeros                | No obtiene representación en estas elecciones. | 2/29                                                         | 4/29                                                         |
| Ciudadanos (Cs)                          | N.º de votos              | No obtiene representación en estas elecciones. | 25 474                                                       | No obtiene representación en estas elecciones.               |
| Ciudadanos (Cs)                          | % de votos a candidaturas | No obtiene representación en estas elecciones. | 7,00 %                                                       | No obtiene representación en estas elecciones.               |
| Ciudadanos (Cs)                          | Consejeros                | No obtiene representación en estas elecciones. | 2/29                                                         | No obtiene representación en estas elecciones.               |
| Unidos por Gran Canaria (UxGC)           | N.º de votos              | No obtiene representación en estas elecciones. | Concurre junto a Coalición Canaria.                          | 44 369                                                       |
| Unidos por Gran Canaria (UxGC)           | % de votos a candidaturas | No obtiene representación en estas elecciones. | Concurre junto a Coalición Canaria.                          | 11,48 %                                                      |
| Unidos por Gran Canaria (UxGC)           | Consejeros                | No obtiene representación en estas elecciones. | Concurre junto a Coalición Canaria.                          | 4/29                                                         |
| Vox                                      | N.º de votos              | 33 013                                         | No concurre o no obtiene representación en estas elecciones. | No concurre o no obtiene representación en estas elecciones. |
| Vox                                      | % de votos a candidaturas | 8,93 %                                         | No concurre o no obtiene representación en estas elecciones. | No concurre o no obtiene representación en estas elecciones. |
| Vox                                      | Consejeros                | 3/29                                           | No concurre o no obtiene representación en estas elecciones. | No concurre o no obtiene representación en estas elecciones. |

## Las Consejerías
- Sector Primario y Soberanía Alimentaria

- Servicio Administrativo de Agricultura, Ganadería y Pesca
- Servicio de Infraestructura Rural
- Servicio de Extensión Agraria y Desarrollo Agropecuario y Pesquero
- Consejo Insular de Aguas
- Laboratorio Agroalimentario y Fitopatológico
- Mataderos Insulares de Gran Canaria, S.L.U.

- Cooperación Institucional y Solidaridad

- Servicio de Cooperación Institucional
- Servicio de Solidaridad Internacional

- Consejería de Cultura, Patrimonio Histórico y Museos[9]

- Servicio de Cultura y Patrimonio Histórico

- Biblioteca de la Paterna
- Biblioteca Insular
- Biblioteca Simón Benítez Padilla
- Centro de Artes Plásticas
- Departamento de Comunicación
- Ediciones del Cabildo de Gran Canaria
- Escuela de Folklore - Dto. Música
- Gran Canaria Espacio Digital
- Patrimonio Histórico
- Sala Insular de Teatro
- Taller de grabado

- Servicio de Museos

- Casa de Colón
- Casa-Museo Antonio Padrón
- Casa-Museo León y Castillo
- Casa-Museo Pérez Galdós
- Casa-Museo Tomás Morales
- Museo y Parque Arqueológico Cueva Pintada
- Centro Atlántico de Arte Moderno, S.A. (CAAM)

- Fundación Canaria de las Artes Escénicas y de la Música de Gran Canaria (Teatro Cuyás)
- Fundación Canaria Nanino Díaz Cutillas
- Fundación Canaria Orquesta Filarmónica de Gran Canaria (OFGC)
- La librería del Cabildo

- Deportes

- Instituto Insular de Deportes
- Fundación Canaria del Deporte

- Economía y Hacienda

- Servicio de Intervención
- Servicio de Tesorería
- Órgano de Contabilidad y Presupuestación
- Sociedad de Promoción Económica de Gran Canaria (SPEGC)
- VALORA Gestión Tributaria

- Empleo, Industria, Comercio y Artesanía

- Servicio de Empleo y Desarrollo Local
- Servicio de Industria y Comercio
- Fundación para la Etnografía y Desarrollo de Artesanía Canaria (FEDAC)
- Institución Ferial de Canarias (INFECAR)

- Juventud e Igualdad

- Servicio Juventud e Igualdad

- Medio Ambiente y Emergencias

- Servicio de Medio Ambiente
- Jardín Botánico Viera y Clavijo

- Obras Públicas e Infraestructuras

- Servicio Obras Públicas e Infraestructuras

- Política Social

- Servicio de Política Social
- Instituto de Atención Social y Sociosanitaria

- Política Territorial, Arquitectura y Paisaje

- Servicio de Arquitectura
- Servicio de Calificaciones Territoriales
- Servicio de Planeamiento

- Presidencia,

- Órgano de Apoyo al Consejo Insular
- Secretaría General del Pleno y sus Comisiones
- Servicio de Asesoría Jurídica
- Servicio de Asuntos Generales
- Servicio de Presidencia
- Servicio de Instalaciones

- Función Pública y Nuevas Tecnologías

- Servicio de Gestión de Recursos Humanos
- Servicio de Tecnologías de la Información y Administración Electrónica
- Unidad de Organización
- Servicio de Formación y Prevención

- Transportes y Vivienda

- Servicio de Transportes
- Autoridad Única de Transporte
- Fundación Canaria para el Fomento del Transporte Especial Adaptado

- Turismo

- Patronato de Turismo de Gran Canaria

## Organización interna
El Cabildo se compone de los siguientes órganos:
- Presidencia
- Pleno
- Consejo de Gobierno
- Comisiones de Pleno

Las competencias del Cabildo de Gran Canaria están reguladas por la Ley 8/2015, de 1 de abril, de Cabildos Insulares.